# Christian Zeitz
Christian Zeitz (* 18. November 1980 in Heidelberg) ist ein ehemaliger deutscher Handballspieler.

## Vereinskarriere
Mit dem Handballspielen begann Christian Zeitz, der zwei ältere Brüder hat, im Alter von sechs Jahren beim TSV Östringen. Dort durchlief er alle Jugendmannschaften und reifte zum Jugend- und Juniorennationalspieler heran. Bereits damals fiel sein Ausnahmetalent auf: Er war der erste Handballer aus der Zweiten Bundesliga, der auch als Nationalspieler auf den Platz durfte – und der jüngste Nationalspieler, der je ein Länderspiel bestritt.
2001 nahm Zeitz in drei Monaten von 112 kg auf 87 kg Körpergewicht ab, nachdem er nicht mehr zur Junioren-Nationalmannschaft eingeladen worden war. Im Alter von 18 Jahren wurde er in der ersten Mannschaft des TSV Östringen (2. Bundesliga) eingesetzt. Dieser fusionierte 2002 mit der TSG Kronau zur SG Kronau/Östringen (später bekannt als Rhein-Neckar-Löwen), für die er fortan auflief. In der Saison 2002/03 war er aufgrund eines Zweitspielrechts ebenfalls für den damaligen Bundesligisten SG Wallau/Massenheim spielberechtigt.
Nachdem Zeitz mit der SG Kronau/Östringen in die erste Bundesliga aufgestiegen war, wechselte er zum THW Kiel, mit dem er in elf Jahren neunmal Deutscher Meister wurde und sechsmal den DHB-Pokal sowie dreimal die EHF Champions League gewann.
Ein neuer sportlicher Abschnitt in seiner Karriere begann mit seinem Wechsel zum ungarischen Rekordmeister MKB-MVM Veszprém. Dort verbrachte er zwei Jahre und konnte die Mannschaft erfolgreich unterstützen. Der Verein gewann zweimal die ungarischen Meisterschaften, holte zweimal den nationalen Pokal, errang zwei SEHA Liga-Siege und ebenfalls zweimal den ungarischen Supercup.
Ab der Saison 2016/17 spielte Zeitz wieder beim THW Kiel, wo er einen weiteren Pokalsieg feiern konnte. Am 16. Februar 2018 wurde er vom Spielbetrieb suspendiert, da es Unstimmigkeiten mit dem Verein über die Laufzeit seines Vertrages gab. Vor Gericht einigten sich beide Parteien auf eine Vertragsauflösung zum Saisonende. Dieses hatte festgestellt, dass Zeitz unbefristet angestellt war. Kiel zahlte daher eine Entschädigung von 75.000 Euro an seinen ehemaligen Star. Kritik seitens der Fans kam anschließend auf, als der Verein das Konterfei seines ehemaligen Aushängeschilds aus der Ahnengalerie in Kiels Halle entfernte.
Zeitz setzte anschließend seine Karriere in der 3. Liga bei der SG Nußloch fort. Im Februar 2020 – nach der Insolvenz von Nußloch – wurde bekanntgegeben, dass Zeitz in die Bundesliga zurückkehren und für den TVB Stuttgart auflaufen wird. Nach der Saison verließ Zeitz den Verein und verpflichtete sich im September 2020 für zwei Jahre für den Bundesligisten GWD Minden. Im November 2022 gab er sein Karriereende bekannt.

## Sonstiges
Besonders bekannt ist Christian Zeitz wegen seiner unkonventionellen Spielweise, die ihm die Bezeichnung als „Straßenhandballer“ einbrachte. Er ist bekannt für seinen wuchtigen „linken Hammer“.
Gemeinsam mit Henning Fritz betreibt Zeitz seit Oktober 2023 den Handball-Podcast „20/12“.

## Nationalmannschaft
In der deutschen Nationalmannschaft kam Christian Zeitz von 2001 bis 2008 auf 166 Einsätze. Für den Weltmeistertitel 2007 wurde er mit dem Silbernen Lorbeerblatt ausgezeichnet. Nach den Olympischen Spielen 2008 beendete er wegen körperlicher Überbelastung und Differenzen mit dem damaligen Nationaltrainer Heiner Brand seine Länderspielkarriere.

## Erfolge

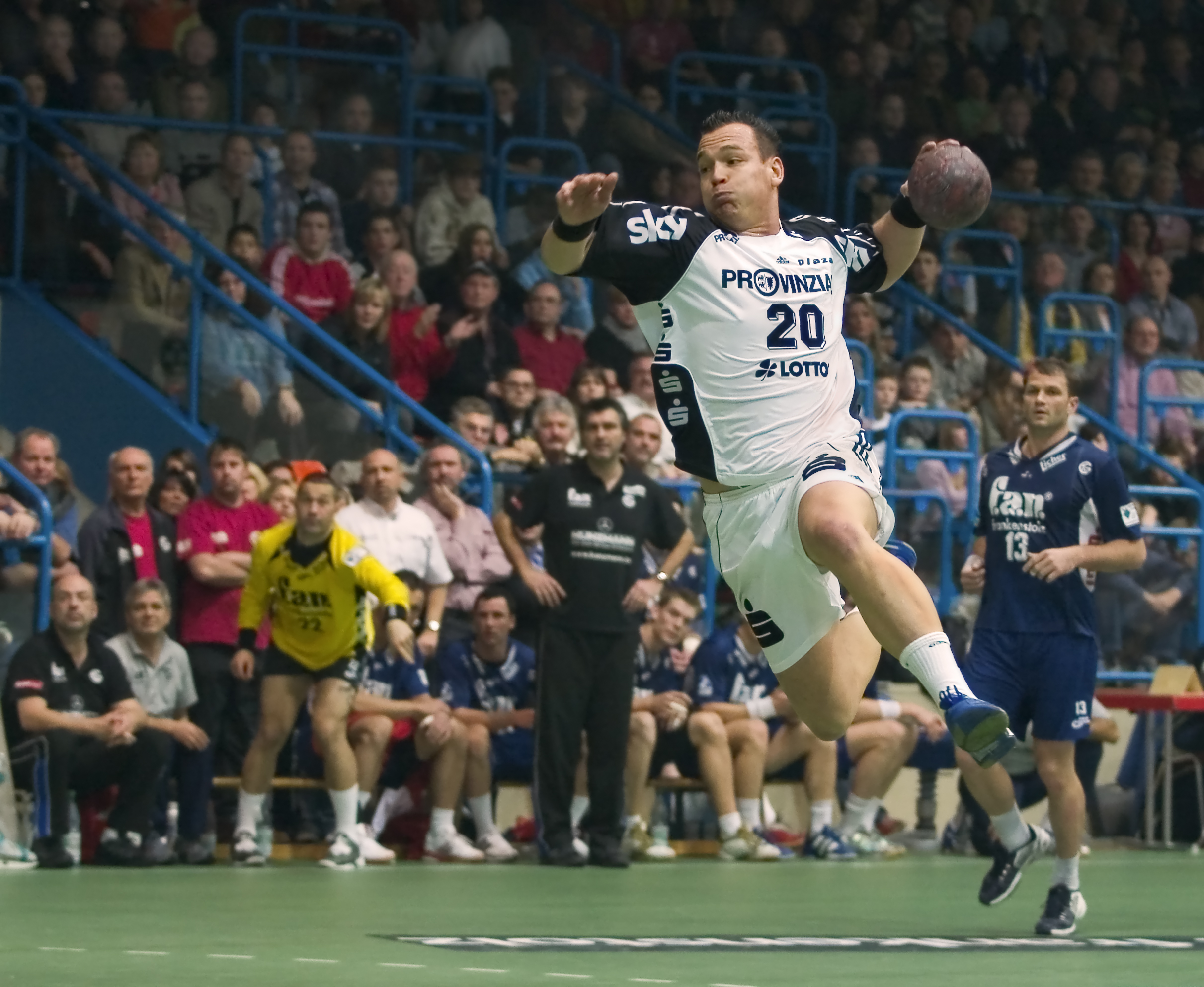
Christian Zeitz bei einem Sprungwurf als Abschluss eines Tempogegenstoßes am 30. Dezember 2006

Seine sportlichen Erfolge mit der Nationalmannschaft:
- 5. Platz Junioren-WM 2001 in der Schweiz
- 3. Platz Militär-WM 2001 in Syrien
- Supercup-Gewinner 2001 in Deutschland
- Vize-Europameister 2002 in Schweden
- 3. Platz World Cup 2002 in Schweden
- Vize-Weltmeister 2003 in Portugal
- Europameister 2004 in Slowenien
- Silbermedaille Olympische Spiele 2004 in Athen. Griechenland
- 9. Platz WM 2005 in Tunesien
- Ehrung mit dem Silbernen Lorbeerblatt der Bundesrepublik Deutschland für besondere sportliche Leistungen (2005)
- 5. Platz EM 2006 in der Schweiz
- Weltmeister 2007 in Deutschland
- 4. Platz EM 2008 in Norwegen
- 9. Platz Olympische Spiele 2008 in Peking, China

Seine sportlichen Erfolge mit dem THW Kiel:
- EHF-Cup-Sieger 2004
- DHB-Supercup-Sieger 2005, 2007, 2008, 2011 und 2012
- Deutscher Meister 2005, 2006, 2007, 2008, 2009, 2010, 2012, 2013 und 2014
- DHB-Pokalsieger 2007, 2008, 2009, 2011, 2012, 2013 und 2017
- Champions-League-Sieger 2007, 2010 und 2012
- Super-Globe-Sieger 2011

Seine sportlichen Erfolge mit dem KC Veszprém:
- Ungarischer Meister 2015, 2016
- Ungarischer Pokalsieger 2015, 2016
- Meister der SEHA-Liga 2015, 2016

### Bundesligabilanz
| Saison    | Verein               | Spiele | Tore | 7-Meter | Feldtore |
| --------- | -------------------- | ------ | ---- | ------- | -------- |
| 2002/03   | SG Wallau/Massenheim | 4      | 14   | 0       | 14       |
| 2003/04   | THW Kiel             | 34     | 149  | 0       | 149      |
| 2004/05   | THW Kiel             | 34     | 187  | 2       | 185      |
| 2005/06   | THW Kiel             | 27     | 85   | 1       | 84       |
| 2006/07   | THW Kiel             | 34     | 111  | 2       | 109      |
| 2007/08   | THW Kiel             | 28     | 34   | 1       | 33       |
| 2008/09   | THW Kiel             | 34     | 99   | 0       | 99       |
| 2009/10   | THW Kiel             | 34     | 68   | 0       | 68       |
| 2010/11   | THW Kiel             | 27     | 137  | 0       | 137      |
| 2011/12   | THW Kiel             | 29     | 76   | 0       | 76       |
| 2012/13   | THW Kiel             | 29     | 90   | 0       | 90       |
| 2013/14   | THW Kiel             | 34     | 72   | 0       | 72       |
| 2016/17   | THW Kiel             | 31     | 32   | 0       | 32       |
| 2017/18   | THW Kiel             | 20     | 7    | 0       | 7        |
| 2019/20   | TVB 1898 Stuttgart   | 6      | 22   | 0       | 22       |
| 2020/21   | GWD Minden           | 32     | 19   | 0       | 19       |
| 2021/22   | GWD Minden           | 30     | 25   | 0       | 25       |
| 2002–2022 | gesamt               | 467    | 1227 | 6       | 1221     |

## Trainer
Im August 2021 schloss er in der Sportschule Hennef die B-/C-Trainer-Kurzausbildung des Deutschen Handballbundes für ehemalige und aktuelle Profis ab.

## Privates
Seit Juni 2019 ist Christian Zeitz mit der Unternehmerin Nataliya Zeitz verheiratet. Gemeinsam mit ihrem Sohn leben sie derzeit in Oftersheim.

## Belege
1. ↑  TSV BADEN Östringen e. V. - Vereinsgeschichte. Abgerufen am 13. April 2023.
2. ↑  thw-provinzial.de: Gegnerkader SG Wallau/Massenheim Saison 2002/2003.
3. ↑  THW Kiel: Christian Zeitz. Abgerufen am 13. April 2023.
4. ↑  history.eurohandball.com: Zeitz to join Veszprém in 2014, abgerufen am 14. November 2020
5. ↑  ndr.de: Transfercoup: Zeitz zurück zu den "Zebras", abgerufen am 10. August 2016
6. ↑  THW mit Details zur Suspendierung: Zeitz bezweifelt Befristung der Vertragslaufzeit an. In: www.handball-world.news, 17. Februar 2018.
7. ↑  sport1.de: THW Kiel einigt sich mit Zeitz, abgerufen am 5. Dezember 2023
8. ↑  Der Hammer wird abgehängt
9. ↑  Ausführliche Stellungnahme: Christian Zeitz über die "vertraglichen Differenzen" mit dem THW Kiel
10. ↑  dpa, red: Wechsel von Christian Zeitz in 3. Liga bestätigt. In: handball-world.news. 16. Juli 2018, abgerufen am 24. Februar 2024.
11. ↑  handball-world.news: Transferhammer: TVB Stuttgart holt Christian Zeitz zurück in die Handball Bundesliga, abgerufen am 13. Februar 2020
12. ↑  handball-world.news: Transfercoup: GWD Minden verpflichtet Christian Zeitz, abgerufen am 25. September 2020
13. ↑  Christopher Monz: "Als Egoist hätte ich es sicher nicht soweit gebracht" - Christian Zeitz über sein Karriereende. In: handball-world.news. 7. November 2022, abgerufen am 7. November 2022.
14. ↑  Erik Eggers: Nationalspieler Zeitz: Der Handball-Extremist. In: Der Spiegel. 25. Januar 2006, ISSN 2195-1349 (spiegel.de [abgerufen am 13. April 2023]).
15. ↑  www.focus.de Handball – WM: Merkel lädt Handball-Weltmeister ins Kanzleramt (Memento vom 13. September 2018 im Internet Archive) vom 4. Juni 2007, abgerufen am 5. April 2014
16. ↑  Frank Heike, Kiel: Christian Zeitz: Ein gewisser Handball-Irrsinn. In: FAZ.NET. ISSN 0174-4909 (faz.net [abgerufen am 13. April 2023]).
17. ↑  Krach im Handball: Zeitz fordert Brands Ablösung - WELT. Abgerufen am 13. April 2023.
18. ↑  www.dhb.de, „B-/C-Trainer*innen-Kurzausbildung: 15 Anwärter*innen bestehen Prüfung in Hennef“, 12. August 2021, abgerufen am 16. August 2021

| Personendaten    | Personendaten             |
| ---------------- | ------------------------- |
| NAME             | Zeitz, Christian          |
| KURZBESCHREIBUNG | deutscher Handballspieler |
| GEBURTSDATUM     | 18. November 1980         |
| GEBURTSORT       | Heidelberg                |